# Championnats d'Europe féminins de boxe amateur 2022
Navigation
Édition précédente Édition suivante
Les 13es championnats d'Europe de boxe amateur  féminins se sont déroulés du 14 au 22 octobre à Budva au Monténégro,.
Organisées par l'European Boxing Confederation (EUBC), les compétitions se disputent dans 10 catégories de poids différentes.

## Résultats

### Tableau des médailles
| Rang  | Nation      | Or | Argent | Bronze | Total |
| ----- | ----------- | -- | ------ | ------ | ----- |
| 1     | Irlande     | 3  | 2      | 2      | 7     |
| 2     | Ukraine     | 3  | 1      | 2      | 6     |
| 3     | Bulgarie    | 1  | 2      | 1      | 4     |
| 4     | Italie      | 1  | 1      | 3      | 5     |
| 5     | Arménie     | 1  | 0      | 2      | 3     |
| 5     | Turquie     | 1  | 0      | 2      | 3     |
| 7     | Lituanie    | 1  | 0      | 1      | 2     |
| 8     | Allemagne   | 1  | 0      | 0      | 1     |
| 9     | Pologne     | 0  | 3      | 0      | 3     |
| 10    | Azerbaïdjan | 0  | 1      | 1      | 2     |
| 10    | Monténégro  | 0  | 1      | 1      | 2     |
| 12    | Tchéquie    | 0  | 1      | 0      | 1     |
| 13    | Croatie     | 0  | 0      | 1      | 1     |
| 13    | Angleterre  | 0  | 0      | 1      | 1     |
| 13    | Finlande    | 0  | 0      | 1      | 1     |
| 13    | Grèce       | 0  | 0      | 1      | 1     |
| 13    | Hongrie     | 0  | 0      | 1      | 1     |
| 13    | Kosovo      | 0  | 0      | 1      | 1     |
| 13    | Moldavie    | 0  | 0      | 1      | 1     |
| 13    | Serbie      | 0  | 0      | 1      | 1     |
| 13    | Suède       | 0  | 0      | 1      | 1     |
| Total | Total       | 12 | 12     | 24     | 48    |